# NGC 37
NGC 37 (również PGC 801) – galaktyka soczewkowata (SB0), znajdująca się w gwiazdozbiorze Feniksa. Odkrył ją John Herschel 2 października 1836 roku.